# Gert Haucke
Gert Haucke (né le 13 mars 1929 à Berlin, mort le 30 mai 2008 à Lunebourg) est un acteur allemand.

## Biographie
Gert Haucke fait ses débuts sur scène en 1947 sous la direction de Boleslaw Barlog au Schillertheater de Berlin, où il est employé jusqu'en 1951. D'autres engagements sont Hambourg, Buenos Aires et Lübeck.
Haucke est aussi présentateur de journal pour la RIAS Berlin et prête sa voix à de nombreuses productions radiophoniques. Il devient particulièrement populaire avec le rôle du père dans la série radio Papa, Charly hat gesagt… sous la plume de sa sœur, l'écrivaine Ursula Haucke. Il est acteur dans des pièces radiophoniques de la NDR et de la Hessischen Rundfunk.
En 1962, il fait ses débuts à l'écran dans le conte de fées Rumpelstiltskin de Fritz Genschow. Plus d'une centaine d'apparitions au cinéma et à la télévision suivent, l'acteur aux multiples facettes Haucke est souvent choisi pour des personnages imposants et négatifs en raison de son apparence large et puissante et de sa voix distinctive. Il a de nombreuses apparitions et des rôles récurrents dans des séries télévisées.
En outre, Haucke milite pour les droits des animaux, il s'implique dans les droits des propriétaires de chiens et écrit de nombreux articles, nouvelles, romans pour les jeunes et histoires sur les animaux de compagnie.
Gert Haucke est marié à Ute Blaich, décédée en 2004. Il meurt le 30 mai 2008 à la clinique de Lunebourg des suites d'une crise cardiaque le 21 mai 2008 alors qu'il conduisait sa voiture à Salzhausen, près de Garstedt où il vivait depuis quarante ans.

## Filmographie sélective
- 1962 : Rumpelstiltskin
- 1963 : Bétail de boucherie (TV)
- 1963 : Das Glück läuft hinterher
- 1965 : Une journée - Rapport d'un camp de concentration allemand en 1939 (TV)
- 1965 : Bernhard Lichtenberg (TV)
- 1966 : Hokuspokus oder: Wie lasse ich meinen Mann verschwinden…?
- 1966 : Escrocs d'honneur
- 1968 : Ein Mann namens Harry Brent (TV)
- 1968 : L'Homme à la Jaguar rouge
- 1970 : Macadam oseille
- 1972 : Hamburg Transit (série télévisée, 4 épisodes)
- 1972 : Ludwig, requiem pour un roi vierge
- 1972 : Der Stoff aus dem die Träume sind
- 1973 : Bauern, Bonzen und Bomben (TV)
- 1973 : Black Coffee (TV)
- 1973 : Tatort: Kressin und die zwei Damen aus Jade (TV)
- 1974 : La Déchéance de Franz Blum
- 1974 : Der Lord von Barmbeck
- 1974 : Krankensaal 6
- 1974 : Konfrontation
- 1975 : Das Messer im Rücken
- 1976 : Auf Biegen oder Brechen
- 1976 : Une vie gâchée
- 1978 : Ein Mann will nach oben (série télévisée, 8 épisodes)
- 1980 : Land, das meine Sprache spricht
- 1981 : Le Roi et son fou (TV)
- 1982 : Bananen-Paul
- 1983 : Die Supernasen
- 1984 : Is was, Kanzler?
- 1985 : Didi und die Rache der Enterbten
- 1985 : Un heureux événement
- 1986 : Didi auf vollen Touren
- 1987-2004 : Der Landarzt (série télévisée, 110 épisodes)
- 1988 : Didi – Der Experte
- 1989 : Adrian und die Römer
- 1990 : L'Affaire Wallraff
- 1993-1995 : Ein Bayer auf Rügen (série télévisée, 13 épisodes)
- 1993-2001 : Freunde fürs Leben
- 1994 : Der König von Dulsberg
- 1995 : Halali oder Der Schuß ins Brötchen
- 1995 : Tatort: Tödliche Freundschaft (TV)
- 1995 : Mort aux enchères (TV)
- 1996 : Diebinnen

## Source de traduction
- (de) Cet article est partiellement ou en totalité issu de l’article de Wikipédia en allemand intitulé « Gert Haucke » (voir la liste des auteurs).

1. 1 2  (de) Sylvia Brandis Lindström, Windsbraut : Wie ich lernte, die Sprache der Pferde zu verstehen, Aufbau Digital, 2014, 352 p. (ISBN 9783841207333, lire en ligne)
2. ↑  (de) « TV-Star Gert Haucke ist tot », sur Bild, 2008 (consulté le 8 novembre 2021)